# Ожерелье (Кашира)
Ожере́лье — микрорайон города областного подчинения Каширы в Московской области.
С 1958 по 2015 год — самостоятельный город. Был упразднён постановлением губернатора Московской области 16 ноября 2015 года путём объединения и включения в состав Каширы.
Население — 10 292 чел. (2015).

## Название
Первоначально деревня имела название Ожерельево, от него город получил в изменённом виде наименование Ожерелье. По одному из предположений, название могло быть преобразовано из фамилии Ожерельев. Также возможно, что имя городу дано по слову ожерелье, происходящее от жерло (горло). Соответственно термин жерло означает суженное русло реки при впадении её в другую реку.

## География
Микрорайон расположен в 10 км к югу от основной черты города Каширы (однако окраины промышленных зон у заводов «Центролит» (Кашира) и Вагоноремонтного (Ожерелье) смыкаются) и в 118 км к югу от Москвы. Железнодорожный узел (станция Ожерелье) (с 1930; линии Москва — Саратов и Москва — Донбасс). Рядом с городом проходит Каширское шоссе (Трасса Дон М-4), проезд к городу по трассе Р-114.

## История
Упоминается с 1578 года как деревня Ожерелье. Об этой деревне, расположившейся в давние времена на речке Воронке, в 10 вёрстах от нынешней Каширы, существует легенда, будто её основали разбежавшиеся от татарского погрома в 1571 году и уцелевшие после него жители Каширы и окрестных селений. Своё название получило оттого, что якобы Екатерина II, проезжая в Крым, потеряла здесь своё ожерелье.
В некоторых источниках утверждается, что деревня Ожерельево получила своё название ещё до 1571 года по фамилии своего первого владельца Ожерельева, а фамилия его, в свою очередь, произошла от отчества Ожерельевич, отчество же — от прозвища. Фамилия Ожерельев не единична в Каширском крае: она встречается среди владельцев других каширских деревень. Также деревни с таким названием встречались не только в Каширском уезде, но и в других уездах Тульской губернии. Названия населённых пунктов от слова «жерло» типичны и часто встречаемы.
Доводом в пользу того, что Ожерельево основано не позже 1571 года, служат названия урочищ вокруг него — Жукова, Долгинова, Коптева, Марыгина, Булгакова: они даны по фамилии тех дворян, каким принадлежали эти земли ещё до 1571 года, то есть до татарского погрома.
История, судьба и известность станции и впоследствии города Ожерелье связана с началом строительства в 1900 году железной дороги. В 1934 году на станции Ожерелье было начато строительство крупного паровозного депо, ориентированного на эксплуатацию и ремонт мощных паровозов серии ФД. Впоследствии Ожерелье стало и до середины 1990-х годов XX века являлось крупнейшим железнодорожным узлом нашей страны: энергоучасток, вагонное депо, локомотивное депо. На станции впервые в стране был введён участок переменного тока. Ожерелье имело особый статус, так как все предприятия, организации и учреждения города были железнодорожными.
Во время Великой Отечественной войны на станции Ожерелье все железнодорожники находились на казарменном положении. В тревожные дни осени 1941 года, когда шли ожесточённые бои за Москву, на станции Ожерелье формировалась колонна № 10 паровозов особого резерва.

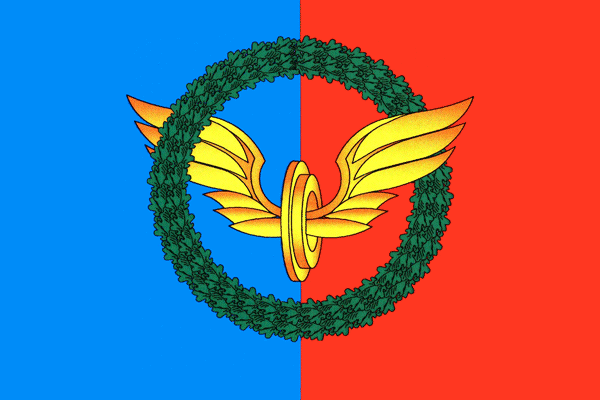
Флаг Ожерелья

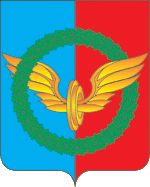
Герб Ожерелья

В центральном сквере города возвышается обелиск и зажжён Вечный огонь над памятной плитой, на которой выбиты имена ожерельевцев, погибших в годы Великой Отечественной войны.
Микрорайон имел статус города районного подчинения с 1958 по 2015.
21 июля 2015 года Совет депутатов Муниципального образования «Городское поселение Ожерелье» Каширского муниципального района Московской области принял решение «Об объединении городов Кашира и Ожерелье Каширского района Московской области»; 19 ноября 2015 года были внесены изменения в закон об административно-территориальном устройстве Московской области, что окончательно оформило включение в состав города Каширы.

## Население
| 1926    | 1939    | 1959    | 1970    | 1979    | 1989    | 1992    | 1996    | 1998    |
| ------- | ------- | ------- | ------- | ------- | ------- | ------- | ------- | ------- |
| 100     | ↗5538   | ↗11 916 | ↗12 888 | ↗14 450 | ↗16 231 | ↘16 000 | ↘15 700 | ↘15 400 |
| 2000    | 2001    | 2002    | 2003    | 2005    | 2006    | 2007    | 2008    | 2009    |
| ↘15 200 | ↘15 100 | ↘11 113 | ↘11 100 | ↘10 900 | ↘10 800 | ↘10 700 | ↘10 600 | ↘10 515 |
| 2010    | 2011    | 2012    | 2013    | 2014    | 2015    |         |         |         |
| ↘10 469 | ↗10 500 | ↗10 538 | ↘10 394 | ↘10 311 | ↘10 292 |         |         |         |

На 1 января 2015 года (год упразднения как города) по численности населения Ожерелье находилось на 925 месте из 1114 городов Российской Федерации.

## Экономика и промышленность
Основные предприятия микрорайона: локомотивное депо Ожерелье, вагонное депо и другие предприятия железнодорожного транспорта; кирпичный завод, хлебозавод (в данное время находится в нерабочем состоянии); близ микрорайона — птицефабрика, также у соседней платформы Тесна комбикормовый завод.
Полигон твёрдых бытовых отходов — рекультивирован к концу 2018 года.

## Образование
Основное учебное заведение — «Ожерельевский железнодорожный колледж — филиал федерального государственного бюджетного образовательного учреждения высшего образования „Петербургский государственный университет путей сообщения Императора Александра I“ в г. Кашира».

## Известные уроженцы
- Жулина, Ольга Николаевна (род. 1957) — советская, российская актриса, режиссёр, сценарист.
- Иванов, Альберт Анатольевич (род. 1938) — писатель.
- Колесников, Владимир Александрович (1952—2021) — российский учёный в области промышленной электрохимии.

## Фотографии микрорайона

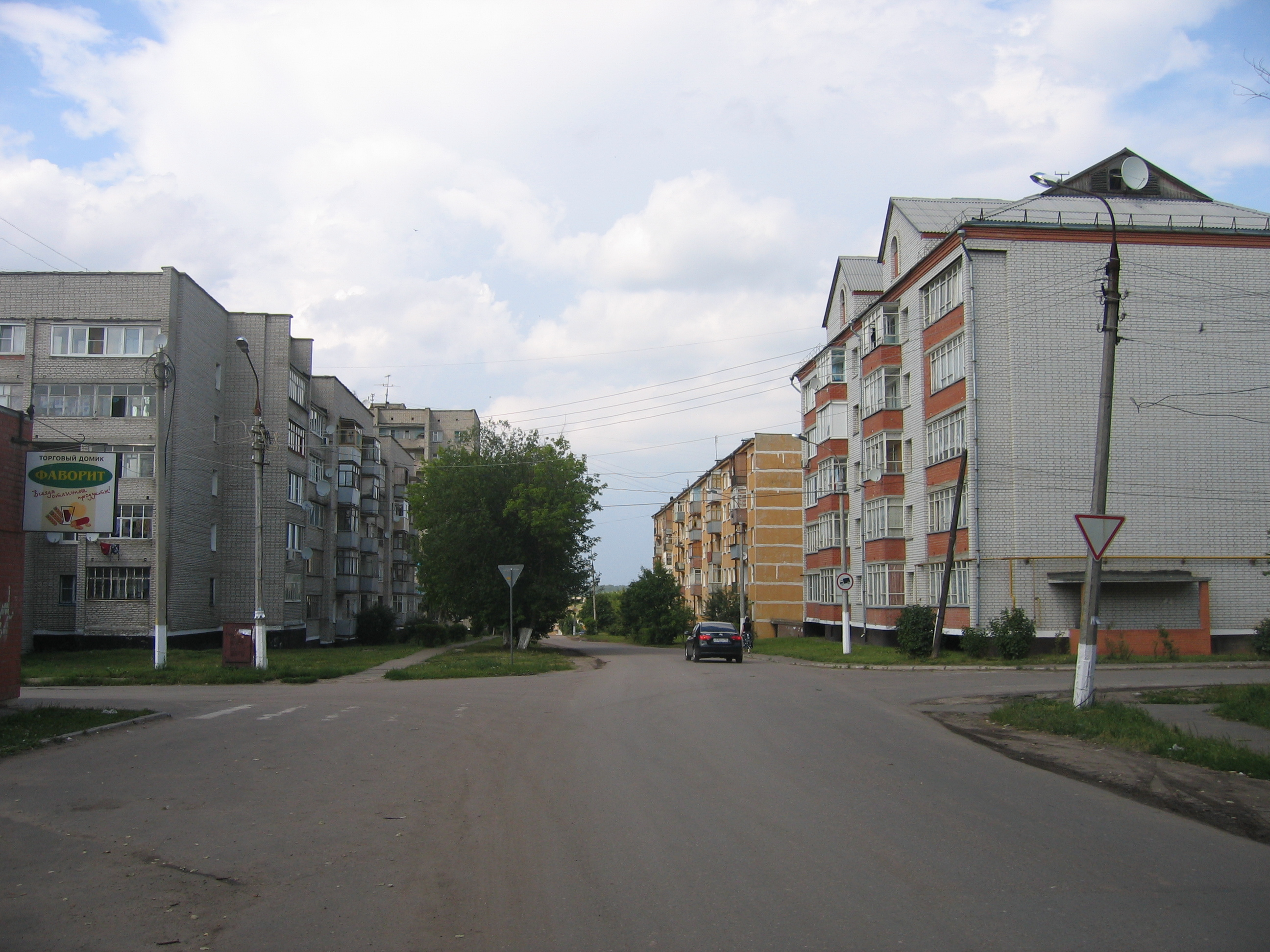
Жилые дома в Ожерелье на ул. Пионерская
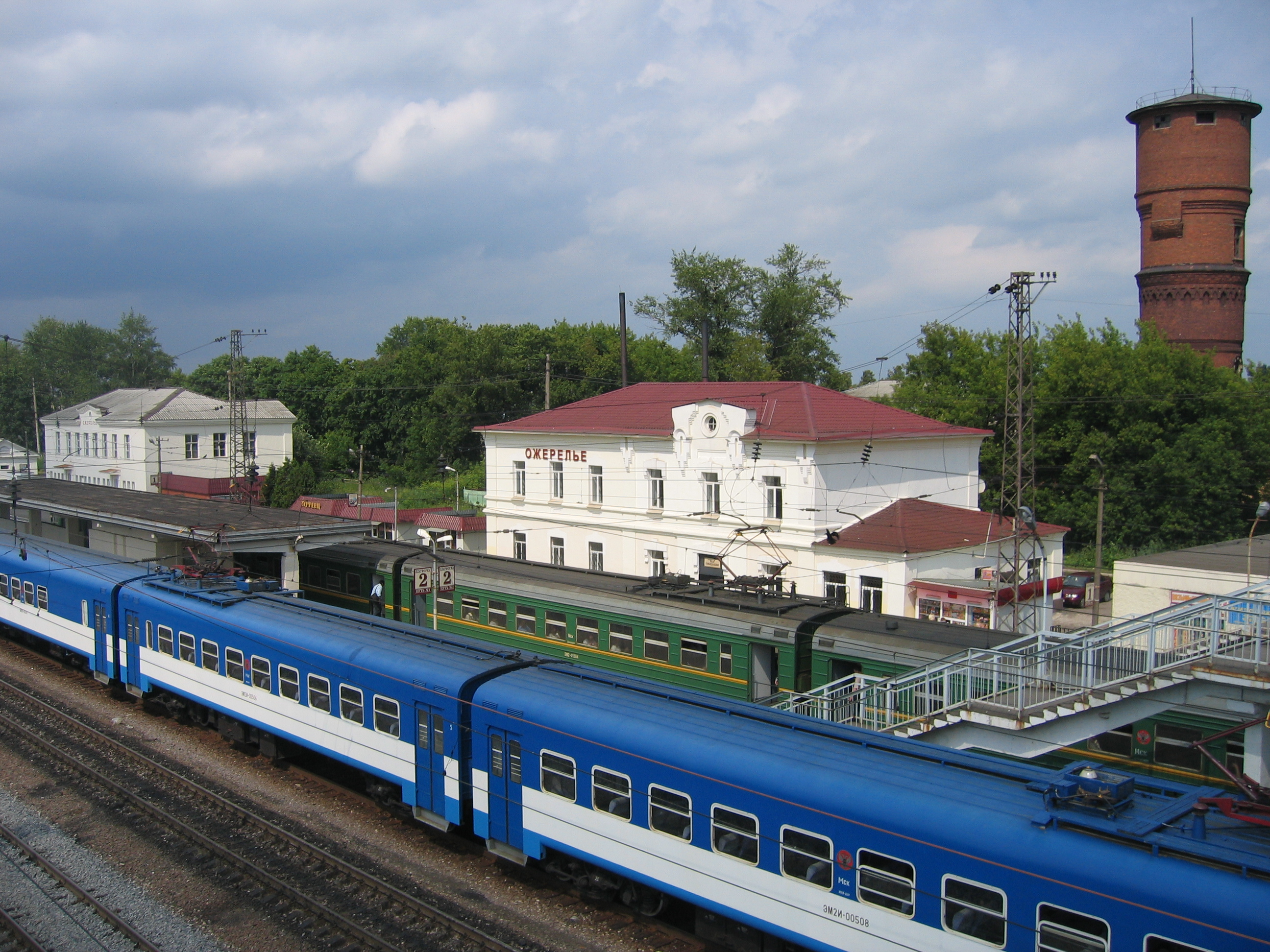
Ж/д станция Ожерелье
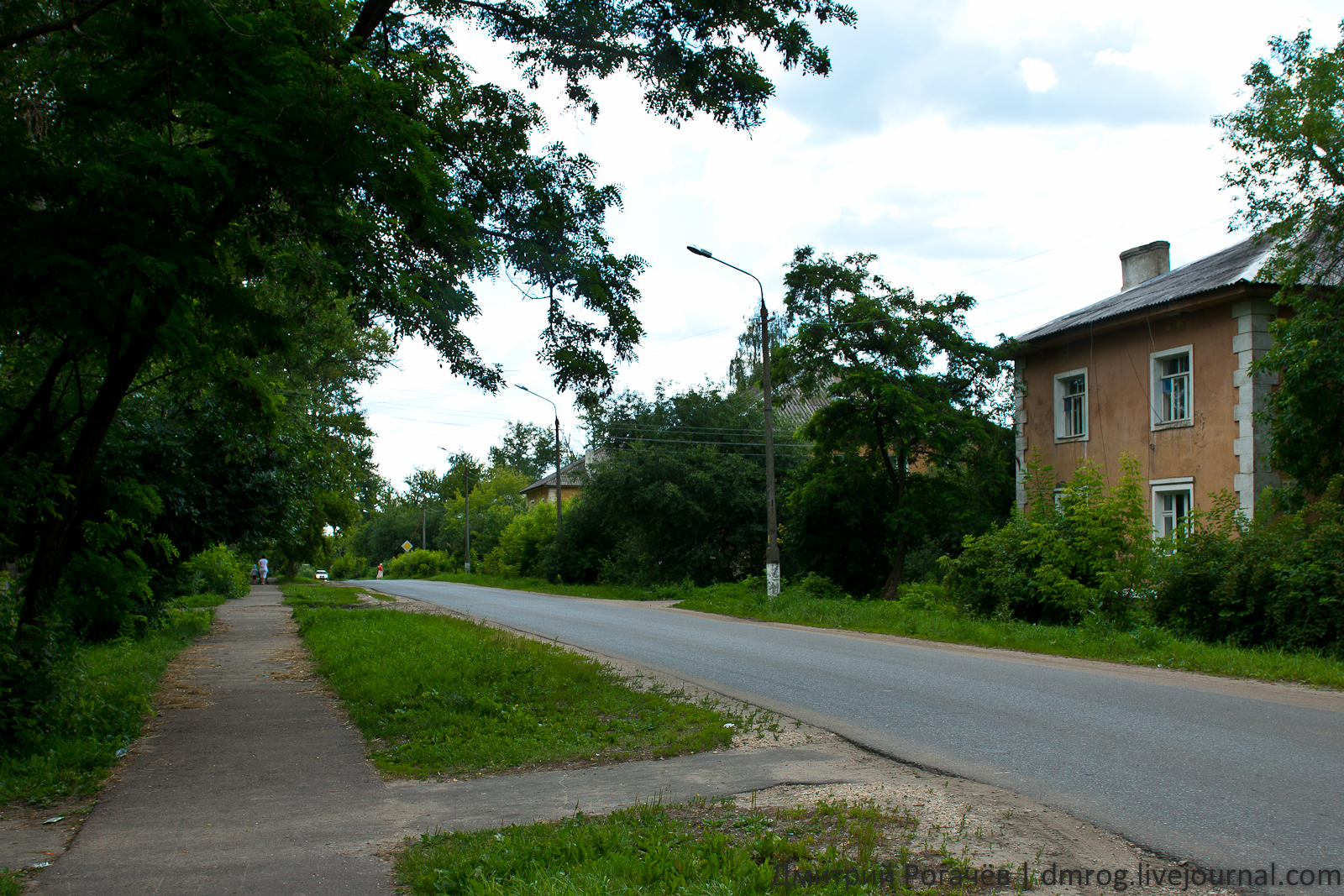
Улица в Ожерелье
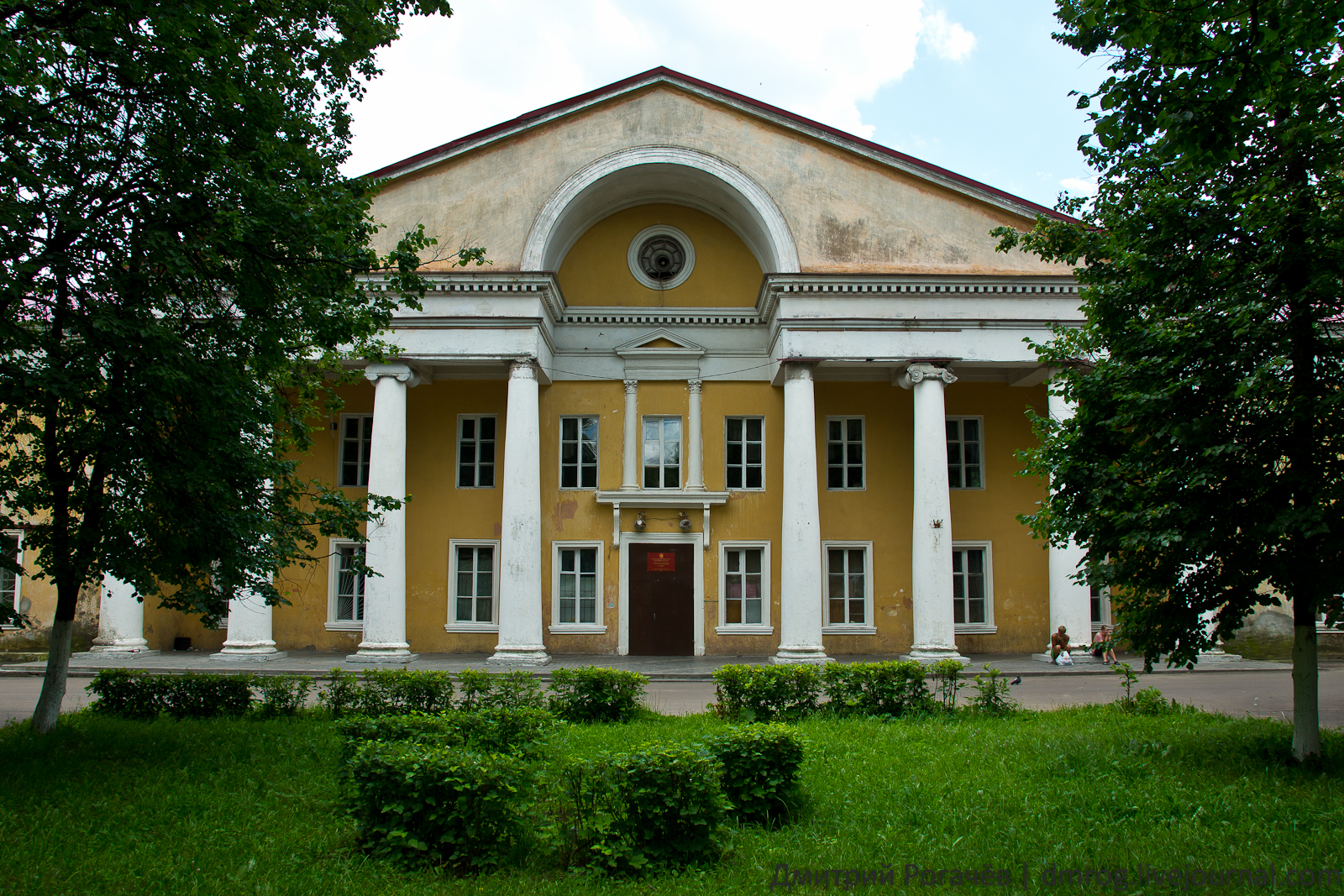
Дом культуры
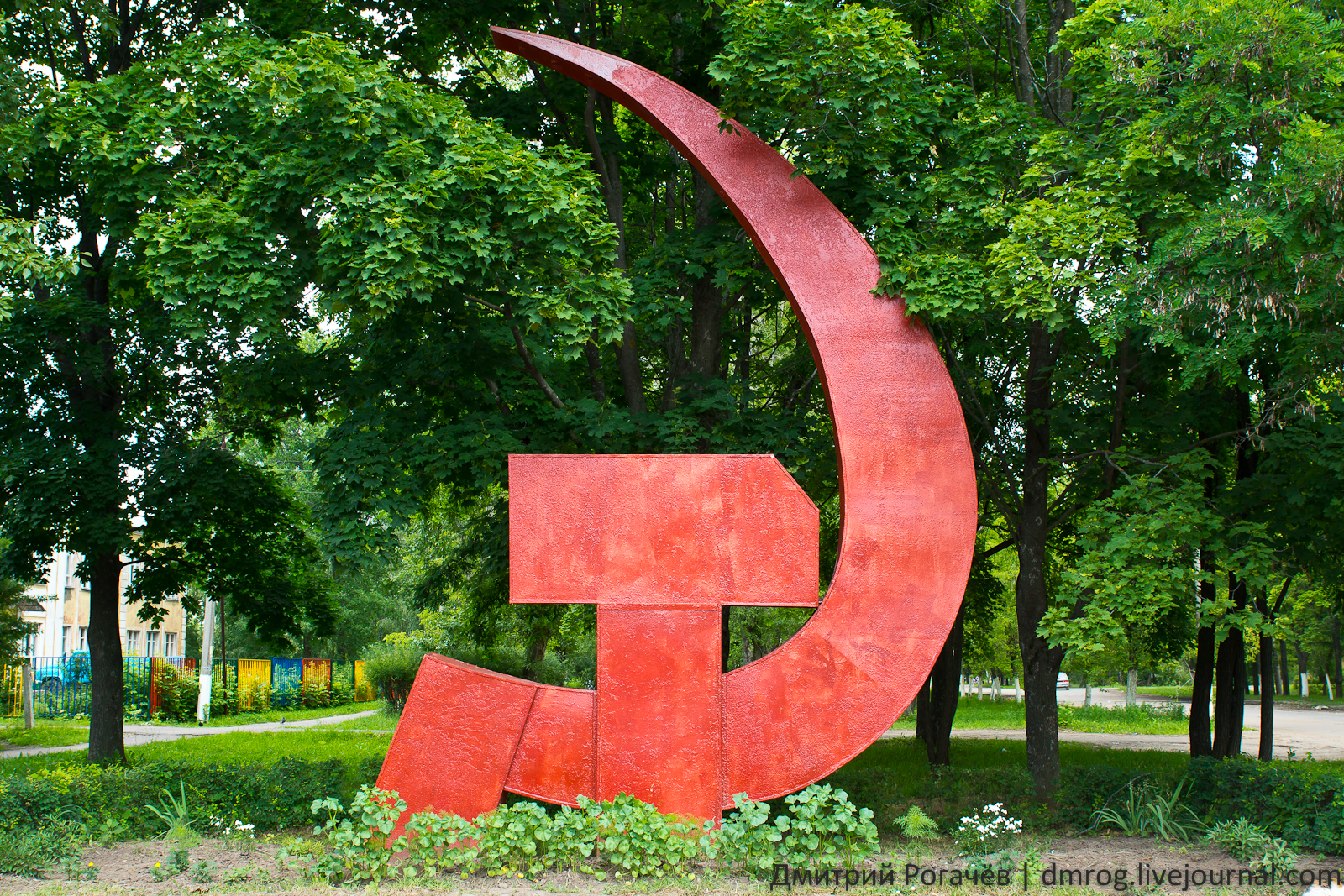
Серп и молот на Центральной площади
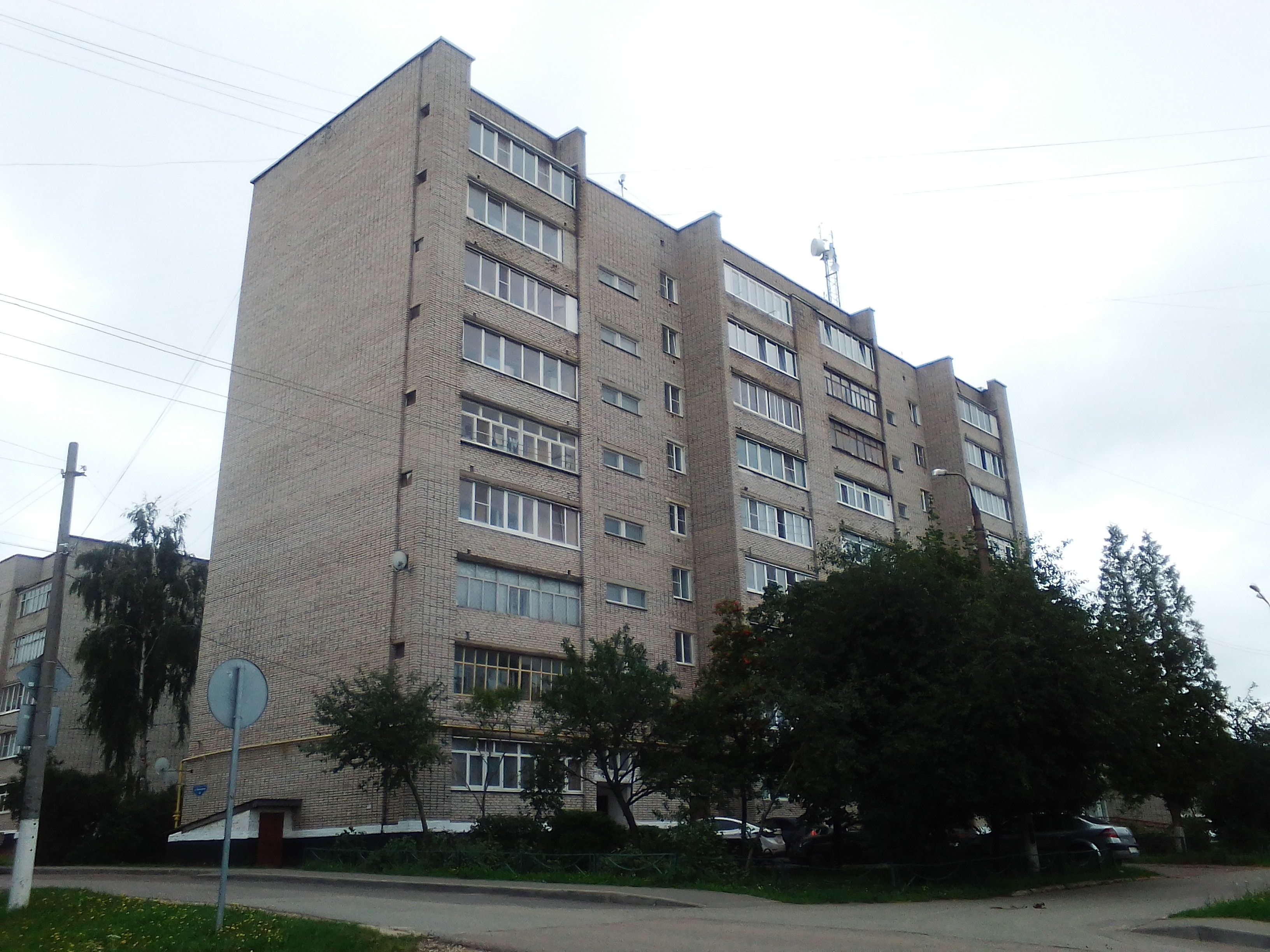
Самое высокое здание Ожерелья — девятиэтажка на ул. Пионерская